# Coppa del Principe della Corona del Qatar 2010
La Qatar Crown Prince Cup 2010 è la diciassettesima edizione della coppa. A questa edizione prendono parte le migliori quattro squadre della Qatar Stars League 2009-2010.Questa edizione verrà vinta dal Al-Gharafa Sports Club che si conquista la sua seconda edizione della coppa.

## Squadre partecipanti
- Al-Gharafa: campione della Qatar Stars League 2009-2010
- Al-Sadd:secondi nella Qatar Stars League 2009-2010
- Al-Arabi:terzi nella Qatar Stars League 2009-2010
- Qatar SC:quarti nella Qatar Stars League 2009-2010

## Tabellone
|  | Semifinali | Semifinali | Semifinali |            |          | Finale   | Finale | Finale |  |
|  |            |            |            |            |          |          |        |        |  |
|  | Al-Arabi   | Al-Arabi   | 1          |            |          |          |        |        |  |
|  | Al-Arabi   | Al-Arabi   | 1          |            |          |          |        |        |  |
|  | Al-Sadd    | Al-Sadd    | 0          |            |          |          |        |        |  |
|  | Al-Sadd    | Al-Sadd    | 0          |            | Al-Arabi | Al-Arabi | 0      |        |  |
|  |            |            |            |            | Al-Arabi | Al-Arabi | 0      |        |  |
|  |            |            | Al-Gharafa | Al-Gharafa | 5        |          |        |        |  |
|  | Qatar SC   | Qatar SC   | Al-Gharafa | Al-Gharafa | 5        | 1        |        |        |  |
|  | Qatar SC   | Qatar SC   |            |            |          |          |        |        |  |
|  | Al-Gharafa | Al-Gharafa | 2          |            |          |          |        |        |  |

## Dettagli Partite

### Semi-finali
| Doha 18 aprile , 2010                        | Al-Sadd   | 0 – 1      | Al-Arabi | Jassim Bin Hamad Stadium |
| \| \| \| \| \| \| Marcatori \| 64’ Cabore \| |           |            |          |                          |
|                                              |           |            |          |                          |
|                                              | Marcatori | 64’ Cabore |          |                          |

| Doha 19 aprile , 2010                                                                   | Al-Gharafa | 2 – 1              | Qatar SC | Jassim Bin Hamad Stadium |
| \| \| \| \| \| Mirghani Al Zain 15’ Clemerson 30’ \| Marcatori \| 4’ Sebastián Soria \| |            |                    |          |                          |
|                                                                                         |            |                    |          |                          |
| Mirghani Al Zain 15’ Clemerson 30’                                                      | Marcatori  | 4’ Sebastián Soria |          |                          |

### Finale
| Doha 24 aprile , 2010                                                                            | Al-Arabi  | 0 – 5                                                          | Al-Gharafa | Jassim Bin Hamad Stadium (12,896 spett.) |
| \| \| \| \| \| \| Marcatori \| 3’, 49’ Clemerson 15’, 44’ Younis Mahmoud 90’ Saad Al Shammari \| |           |                                                                |            |                                          |
|                                                                                                  |           |                                                                |            |                                          |
|                                                                                                  | Marcatori | 3’, 49’ Clemerson 15’, 44’ Younis Mahmoud 90’ Saad Al Shammari |            |                                          |